# Sistema di aggancio SSVP
SSVP (in russo Система стыковки и внутреннего перехода?, "Sistema di aggancio e trasferimento interno") è un sistema di aggancio utilizzato dai veicoli spaziali dell'Unione Sovietica e della Russia, a volte chiamato RDS per Russian Docking System. È stato utilizzato su tutte le varianti di Sojuz, tranne sulla Sojuz 7K-L3 e sui primi voli della Sojuz 7K-OK, nonché su Progress, TKS, ATV e su tutte le stazioni spaziali sovietiche e russe.

## Storia
SSVP è stato inizialmente concepito nel 1967 dal CKBEM (il nome con cui era conosciuta RKK Ėnergija all'epoca) per essere usato sulla stazione spaziale militare OIS allora pianificata. Sebbene l'OIS non abbia mai volato, nel 1970 SSVP è stato selezionato per essere usato sulle stazioni spaziali Saljut e Almaz. Durante il suo primo tentativo di utilizzo sulla missione Sojuz 10, l'aggancio non ebbe buon esito a causa di un portellone difettoso e di un guasto nel sistema di aggancio automatico. This led to a number of redesigns to reduce damage from accidental loads. Negli anni '80, SSVP è stato ulteriormente aggiornato per supportare l'aggancio di moduli di grandi dimensioni, come quelli che sarebbero stati utilizzati sulla Mir. È stato utilizzato per l'aggancio di tutti i moduli pressurizzati della Mir e per la maggior parte degli agganci dei veicoli spaziali (con l'eccezione dei voli Space Shuttle e della Sojuz TM-16, che utilizzavano i meccanismi di aggancio APAS- 89 situati su Kristall e sul Mir Docking Module).) La versione moderna del SSVP è SSVP-G4000.
Il Segmento russo della Stazione spaziale internazionale è dotato di otto boccaporti SSVP-G4000 passivi disponibili, situati a poppa di Zvezda, su Rassvet, su Poisk e su Prichal. Un boccaporto aggiuntivo, sul boccaporto nadir di Zarja, è stato utilizzato per agganciare Rassvet. Oltre ai veicoli spaziali russi, l'SSVP è stato utilizzato anche sull'Automated Transfer Vehicle europeo, che agganciava al boccaporto di poppa di Zvezda. Questi boccaporti sono stati forniti dalla Russia in cambio del Data Management System, fornito dall'ESA per essere usato in Zvezda. Una versione aggiornata, progettata per essere riutilizzabile e per fornire un tunnel più ampio, è prevista per essere usata sul futuro veicolo spaziale russo Orel.

## Progettazione
SSVP è costituito da due componenti; una sonda (probe) attiva e un cono (drogue) passivo. La sonda entra nel cono e la sua punta viene afferrata da delle chiusure per eseguire una cattura morbida (soft capture); questa sonda viene quindi ritratta utilizzando dei motori azionati elettricamente per avvicinare lentamente il veicolo al boccaporto. Infine, otto blocchi per la cattura solida (hard capture) fissano saldamente i due veicoli spaziali tra loro. Dopo l'aggancio solido, la pressione tra i veicoli spaziali viene equalizzata utilizzando il Interface Leak Check System permettendo l'apertura dei portelloni interni. Il boccaporto contiene un tunnel di trasferimento, con un diametro interno di 80 cm. L'anello che circonda questo tunnel comprende anche una serie di connettori che consentono il trasferimento di alimentazione, dati e carburante tra due veicoli agganciati.

## Ibridi
È disponibile anche una versione "ibrida", che combina il design di SSVP e di APAS-95, utilizzata per l'aggancio permanente dei moduli della stazione spaziale. Questa versione utilizza il design "sonda-cono" dell'SSVP standard, ma con il collare di aggancio solido dell'APAS-95. Il collare dell'APAS-95 è dotato di dodici fermi invece degli otto dell'SSVP standard. Questa variante è nota come SSVP-M8000. Questi boccaporti SSVP ibridi sono usati per collegare in modo permanente Pirs, Nauka, Poisk, Zarja a Zvezda e Prichal a Nauka. Gli ibridi passivi modificati di SSVP-M8000 sono utilizzati sui boccaporti laterali di Prichal e sono noti come SSPA-GB 1/2.

## Anelli adattatori
Gli anelli adattatori convertono il sistema di aggancio ibrido passivo SSVP-M8000 in SSVP-G4000 passivo. L'anello di aggancio venne utilizzato inizialmente per l'aggancio della Sojuz MS-18 e della Progress MS-17 su Nauka fino a quando non è stato staccato dalla Progress MS-17 in vista dell'arrivo del modulo Prichal.
Questo adattatore è definito come SSPA-GM. È stato realizzato per i boccaporti nadir di Nauka e nadir di Prichal della Stazione Spaziale Internazionale, dove i veicoli Sojuz e Progress dovevano agganciare a un boccaporto inizialmente designato per i moduli. Prima della rimozione di SSPA-GM, l'anello di aggancio ha un diametro di 80 cm, che diventa di 120 cm dopo la rimozione.